# South Devon

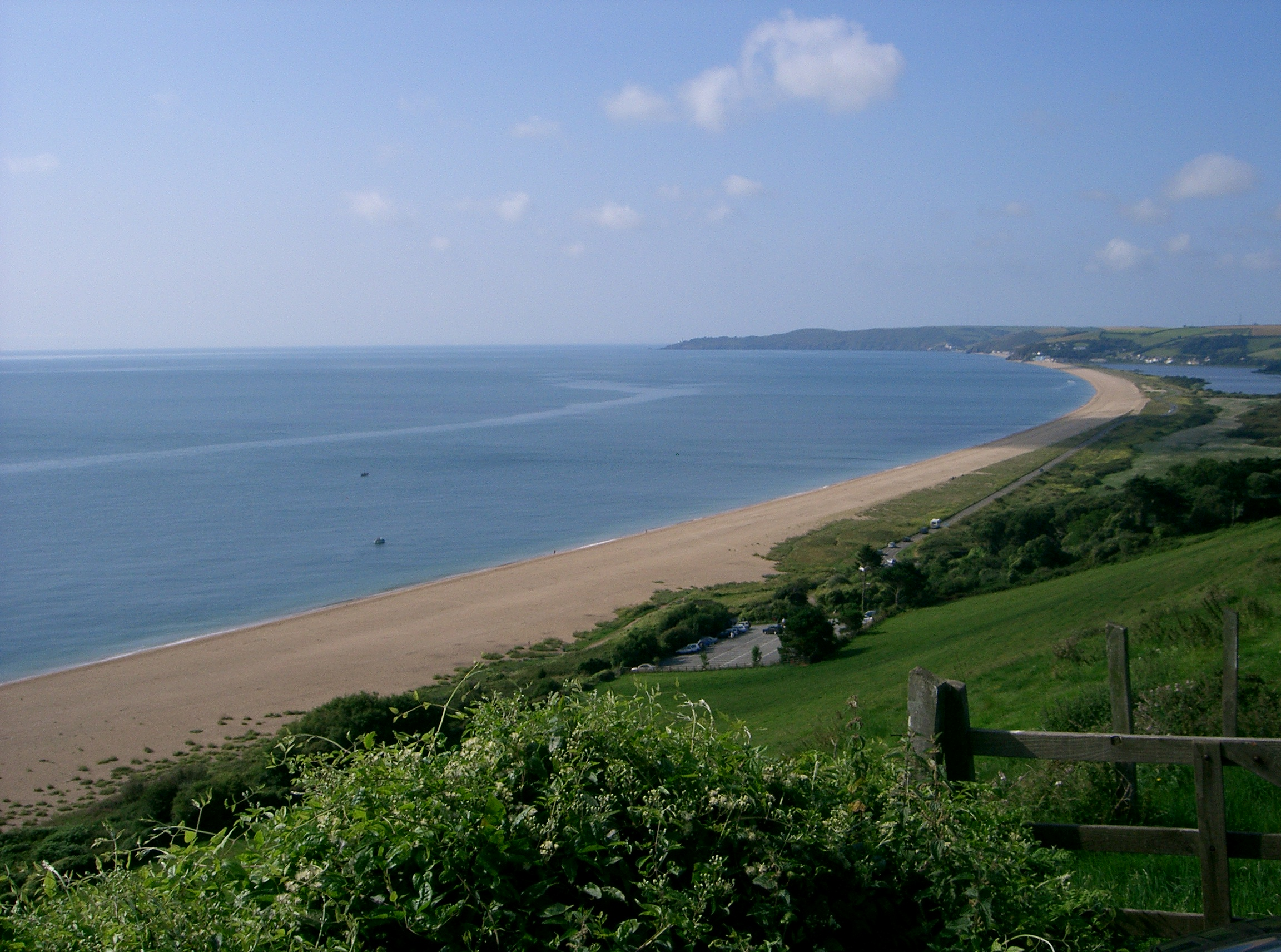
South Devon;

South Devon é a parte sul de Devon na Inglaterra,sendo também um território que faz parte da Area of  Outstanding Natural Beauty (AONB), e possui uma área de 337 quilômetros. Faz divisa com South Hams e Brixham.